# Ocurrió en Pekín
Ocurrió en Pekín (en chino 北京故事?; transcripción: Běijīng gùshì) es una novela china, de carácter autobiográfico y de temática LGBT, escrita por un autor anónimo con seudónimo «Tongzhi», presumiblemente entre 1996 y 1997. En China, la publicación en línea de la historia desató un escándalo y ha sido prohibida por el Gobierno de la República Popular China.
En 2001, el director de Hong Kong Stanley Kwan realizó la película Lan Yu, basado en el libro e interpretada por Jun Hu y Huatong Li. La película fue seleccionada para la competición oficial en el Festival de Cannes de 2001, dentro de la sección Un certain regard.

## Ediciones
La novela nació como «novela de internet» para evitar la censura del Estado chino. El autor, para evitar discriminaciones homófobas, se ha mantenido anónimo y se identifica con el seudónimo «Tongzhi», que literalmente significa «camarada» y por extensión, en los últimos años, ha derivado en un término para denominar a los homosexuales.
La historia fue publicada en algunos sitios web en lengua china y posteriormente fue traducida al inglés. La publicación en forma de libro se dio finalmente en Italia, en 2009, al cuidado de Mario Fortunato y traducida al italiano por Lucia Regola. En el año 2016, la pequeña editorial LGBT española Amistades Particulares la editó tanto en español, con traducción de Carlos Sanrune, como en inglés.

## Trama
El libro, ambientado en la China de los años recientes del boom económico-industrial, cuenta la historia de amor entre Handong, un rico industrial, lleno de soberbia, de veintisiete años, hijo de un alto funcionario del estado, y Lan Yu, un adolescente proveniente de una zona rural del norte de China, llegado a Pekín para estudiar en la universidad.

## Ediciones
- Tongzhi (1996). Beijing gushi (en chino). Peking.
- Tongzhi (2001). Beijing story (en inglés).
- Tongzhi (2009).  Mario Fortunato, ed. Beijing story. Roma: Nottetempo. ISBN 978-88-7452-211-8.
- Tongzhi (2016).  Carlos Sanrune, ed. Ocurrió en Pekín. Madrid: Amistades Particulares. ISBN 978-84-945199-0-1.
- Tongzhi (2016).  Carlos Sanrune, ed. Beijing Story (en inglés). Madrid: Amistades Particulares. ISBN 978-84-945199-1-8.